# Mankau Verlag
Der Mankau Verlag ist ein im April 2004 von Raphael Mankau gegründeter Verlag mit Sitz in Unterammergau. Das Verlagsprogramm gliedert sich in die Spalten „Gesundheit“, „Besser Leben“ sowie „Psychologie“ und enthält hauptsächlich Ratgeberliteratur aus dem Umfeld der Alternativmedizin, psychologischen Ratgeber und der Lebenshilfe. Zudem veröffentlichte der Verlag bis zum Jahr 2009 politische Sachbücher.
Als erste Veröffentlichung des Verlags erschien im Mai 2004 ein von Uwe Dolata und Akatshi Schilling herausgegebenes Buch mit dem Titel „Korruption im Wirtschaftssystem Deutschland“. Seitdem erscheinen jährlich 15 bis 20 Bücher, Hörbücher und DVDs.
Mit dem 1. März 2008 ist der Mankau Verlag Mitglied der Aurora Vertriebskooperation, einem Zusammenschluss von 15 Verlagen mit ähnlichem Programm. Zum 1. August 2009 änderte der Mankau Verlag seine Rechtsform zu einer GmbH.
Der Verlag ist seit dem Jahr 2010 Mitglied im Börsenverein des Deutschen Buchhandels (Verkehrsnummer: 13404).

## Autoren (Auswahl)
- Uwe Dolata
- Daniel Dufour
- Birgit Frohn
- Doris Kirch
- Thomas Künne
- Marie F. Mongan
- Petra Neumayer
- Anna Elisabeth Röcker
- Thomas Lambert Schöberl
- Barbara Simonsohn
- Sven Sommer
- Jörg Spitz
- Roswitha Stark
- Bernhard Suttner
- Andreas Winter
- Angelika Gräfin Wolffskeel von Reichenberg
- Eberhard J. Wormer
- Barbara Zoeke